# Happenings (Kasabian)
Happenings è l'ottavo album in studio del gruppo musicale britannico Kasabian, pubblicato il 5 luglio 2024 da Sony Music.

## Descrizione
I Kasabian hanno annunciato Happenings il 5 dicembre 2023. Ispirato ai concerti delle band psichedeliche degli anni 1960, è un album "gioioso" pieno di "grandi melodie", come descritto dai membri del gruppo. La band ha iniziato a registrare l'album mentre era in tour in promozione del precedente disco, The Alchemist's Euphoria, alla fine del 2022; l'uscita dell'album è avvenuta alla vigilia del concerto del gruppo al Victoria Park di Leicester.
Il primo singolo che ha anticipato l'album, Algorithms, con un testo che commenta la diffusione dell'intelligenza artificiale, è uscito il 16 giugno 2023. Call, una canzone che il gruppo ha definito come "musica dance", è stato pubblicato come secondo singolo il 21 febbraio 2024. Il 12 aprile 2024 è uscito il terzo singolo, Coming Back to Me Good, "un inno breve e dolce" con "un'energia da discoteca" ma anche momenti di "fratellanza", secondo Sergio Pizzorno.

## Tracce
Testi e musiche di Sergio Pizzorno.
1. Darkest Lullaby – 3:10
2. Call – 2:40
3. How Far Will You Go – 1:49
4. Coming Back to Me Good – 2:49
5. G.O.A.T – 3:07
6. Passengers – 2:50
7. Hell of It – 3:23
8. Italian Horror – 2:35
9. Bird in a Cage – 2:38
10. Algorithms – 3:09

## Classifiche
| Classifica (2024) | Posizione massima |
| ----------------- | ----------------- |
| Belgio (Vallonia) | 147               |
| Regno Unito       | 1                 |
| Svizzera          | 90                |